# Ixodes
Ixodes (лат., от др.-греч. ἰξώδης — клейкий, неотвязный) — род иксодовых клещей, единственный в подсемействе иксодин (Ixodinae). Распространёны повсеместно. Представители рода составляют группу высокоспециализированных кровососущих клещей, паразитирующих на позвоночных животных, в первую очередь на млекопитающих (полёвки, бурозубки) и птицах, реже рептилиях. На каждой фазе онтогенеза чередуют периоды свободного существования и эктопаразитизма (временные паразиты с длительным питанием).
Личинки, нимфы и самки питаются однократно, каждый акт питания занимает от 3—6 суток, у неполовозрелых особей до 6—12 суток у самок.
Процесс внедрения в кожу продолжается не более 60 мин, при этом ротовые части погружаются в кожу так, что гипостома и хелицеры располагаются в сетчатом слое дермы. Гнатосома (область рта) располагается под углом 40—45° к поверхности кожи прокормителя. Ткани хозяина формируют в течение 2—3 суток вокруг ротовой части соединительнотканную пищевую полость. В отличие от амблиоммин (Amblyomminae), иксодины не способны формировать цементный футляр хоботка. Кормление сопровождается вбросом слюны в организм хозяина. Слюна иксодовых клещей обладает осморегулирующими и иммуносупрессивными свойствами. Иксодины поглощают частично гемолизированную кровь, в отличие от амблиоммин. Питание сопровождается значительным ростом размеров тела по типу неосомии (накопление продуктов кормления в средней кишке на 5—6, 9—10 суток). Особи, завершившие полостное пищеварение, вступают в диапаузу. У неоплодотворённых самок кровососание не завершается, полного насыщения не происходит.
Иксодовые клещи являются векторами и резервуарами возбудителей инфекционных заболеваний. Для человека наибольшее значение имеют виды Ixodes ricinus, Ixodes persulcatus и Ixodes pavlovskyi, переносящие возбудителей клещевого энцефалита, боррелиоза, анаплазмоза, эрлихиоза.

## Классификация
К роду относят 241 вид клещей, причисляемых к группам Prostriata и Ixodinae.

## Палеонтология
В 2022 году из бирманского янтаря был описан ископаемый вид †Ixodes antiquorum, первый мезозойский представитель рода Ixodes и старейший представитель одного из самых богатых видами рода клещей.